# Shaheen Air International
A Shaheen Air International é uma companhia aérea do Paquistão.

## Frota

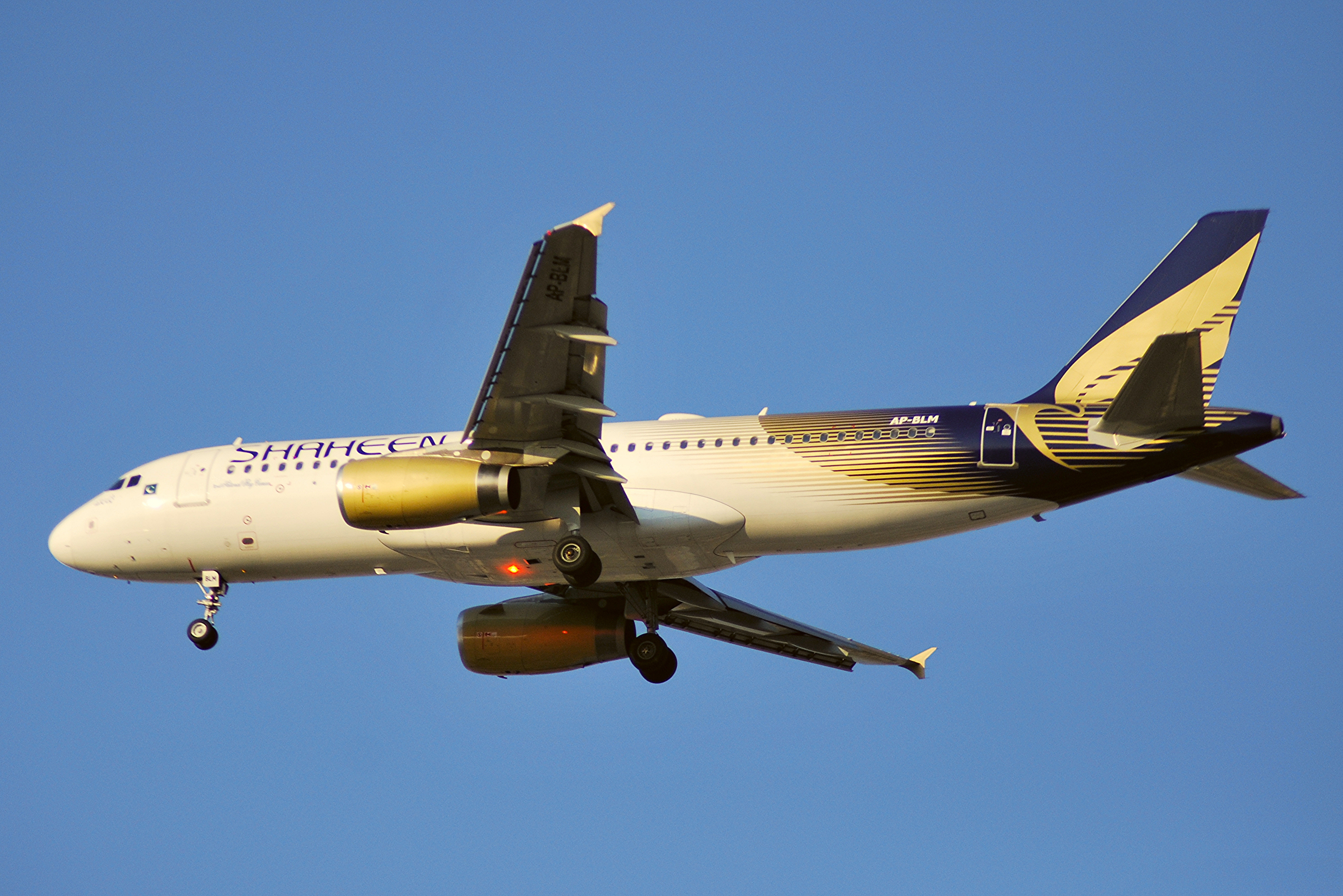
Airbus A320 da Shaheen Air.

Em dezembro de 2017.
- 6 Airbus A319-100
- 8 Airbus A320-200
- 4 Airbus A330-200